# Mashiki
Mashiki (益城町 Mashiki-machi?) este un oraș în Japonia, în districtul Kamimashiki al prefecturii Kumamoto. Populația orașului constituie 33.909 persoane (1 februarie 2014).

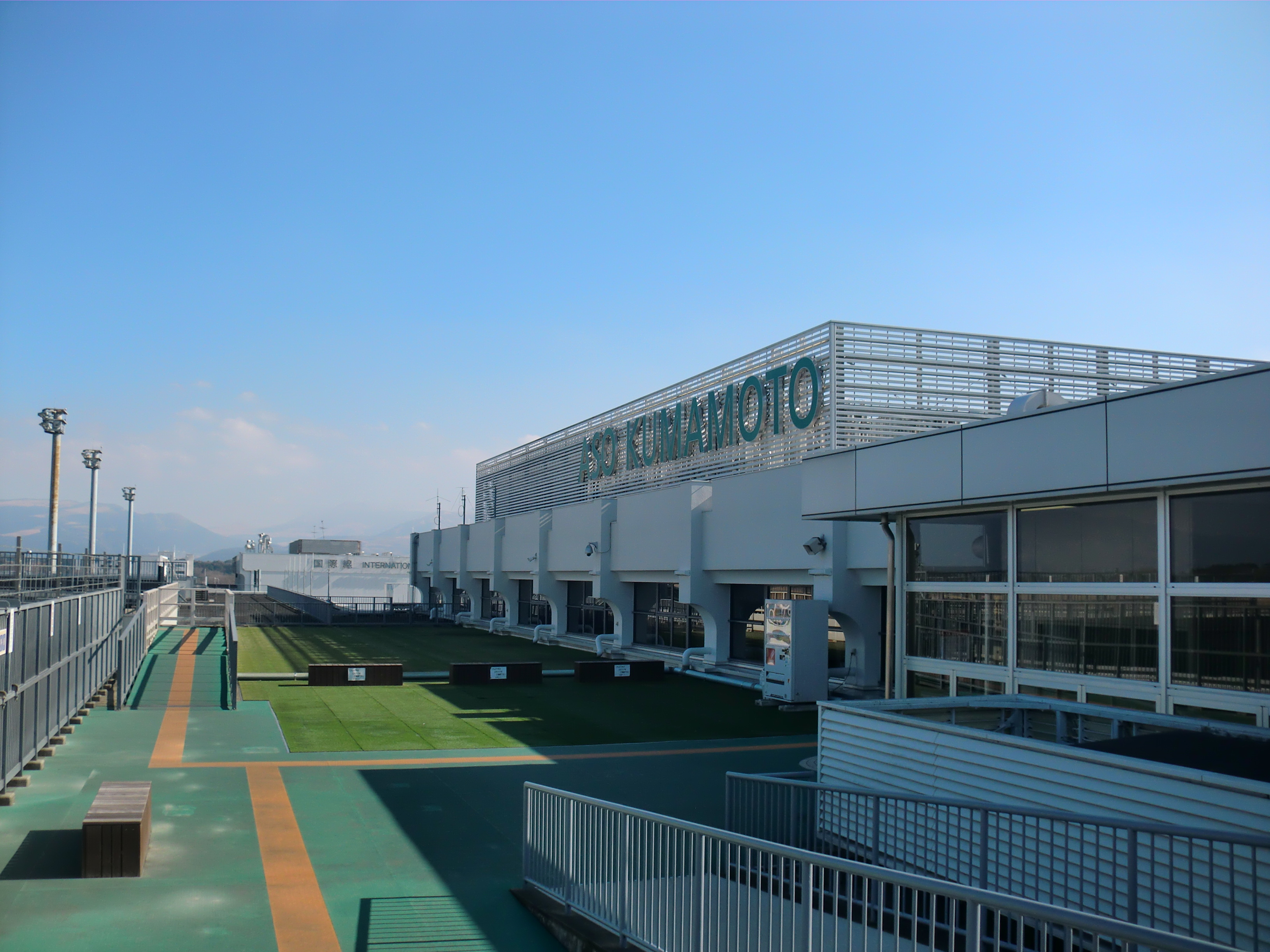
Aeroportul Kumamoto se află în oraşul Mashiki

La 14 aprilie 2016 ]n apropierea orașului orașul s-a produs un cutremur puternic cu magnitudinea de 6,2 MW, producând distrugeri, incendii și victime.